# Дорфкемниц
Дорфкемниц (нем. Dorfchemnitz) — община в Германии, в земле Саксония, входит в район Средняя Саксония и подчиняется управлению Зайда/Дорфкемниц.

## Население
| Год  | Численность | Численность |
| ---- | ----------- | ----------- |
| 2017 | 1556        | [ 1 ]       |
| 2019 | 1551        | [ 3 ]       |
| 2021 | 1511        | [ 4 ]       |
| 2022 | 1512        | [ 5 ]       |
| 2023 | 1495        | [ 2 ]       |

Население составляет 1598 человек (на 31 декабря 2014 года). Занимает площадь 29,53 км².

## История
Впервые поселение упоминается в 1324 году как Кемниц. К концу XV века к названию добавилась приставка Дорф (деревня).
1 июля 1950 года в состав коммуны вошла деревня Вольфсгрунд (нем. Wolfsgrund, 50°46′18″ с. ш. 13°24′52″ в. д.).
1 января 1994 года в состав коммуны была включена деревня Фогтсдорф (нем. Voigtsdorf, 50°45′07″ с. ш. 13°23′54″ в. д.).

## Известные уроженцы
- Михаэль Гретцель — учёный-химик, получивший в 2010 году премию «Технология тысячелетия», за изобретение цветосенсибилизированных солнечных батарей.

## Галерея

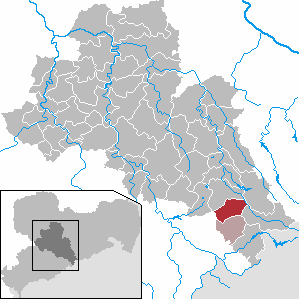
Дорфкемниц на карте района и управления
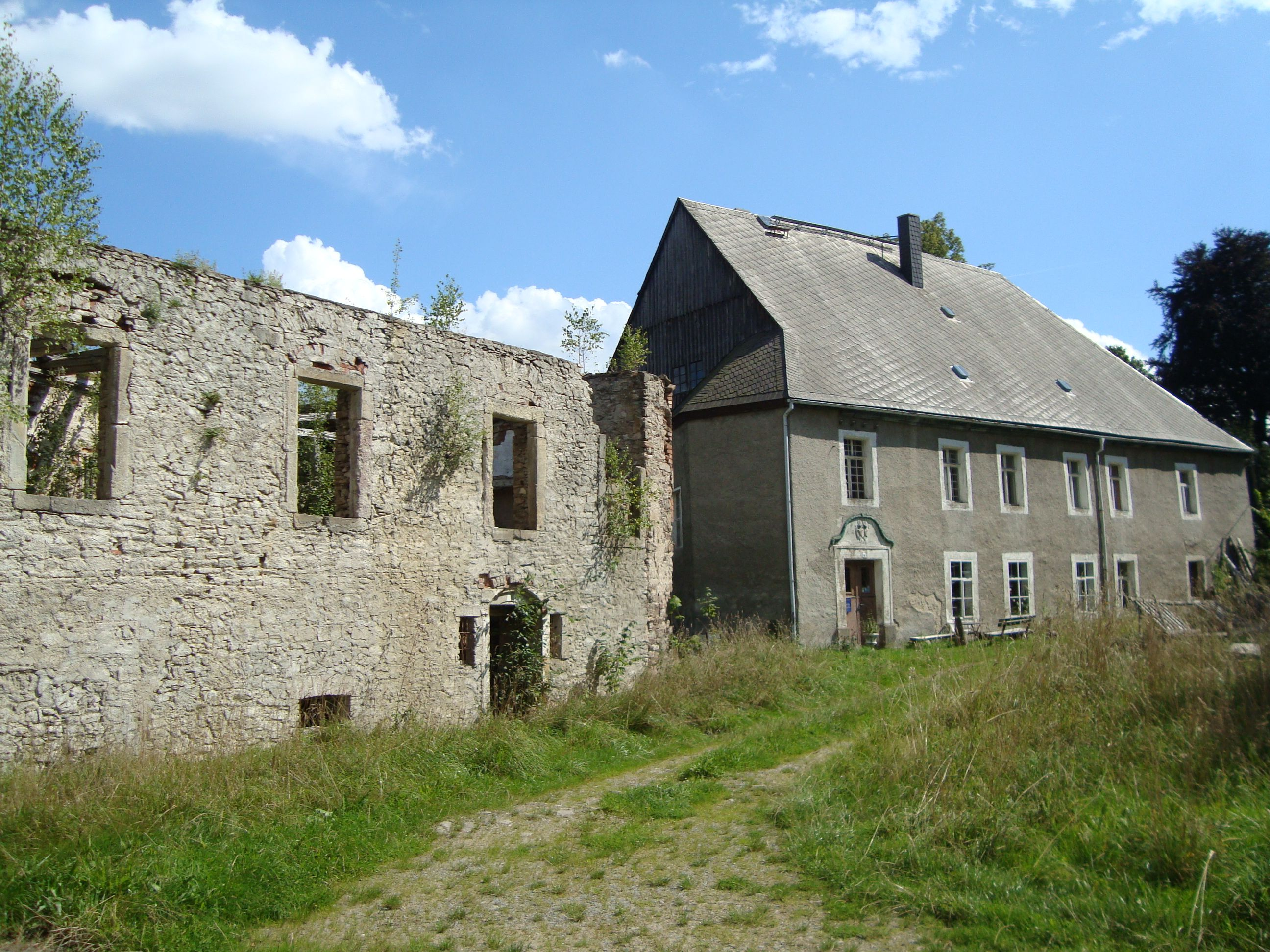
Остатки усадьбы Дорфкемница
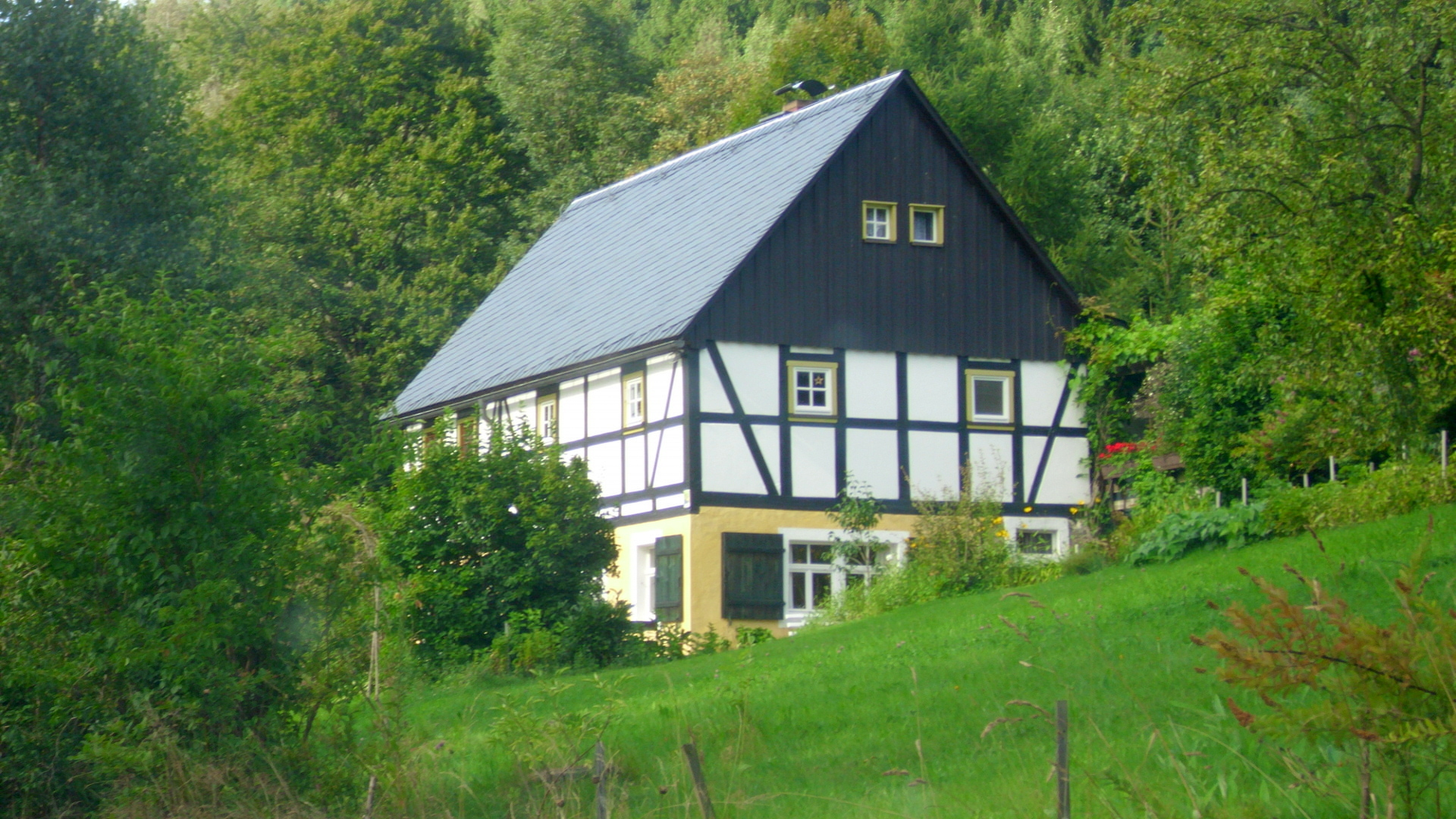
Типичный дом в Дорфкемнице
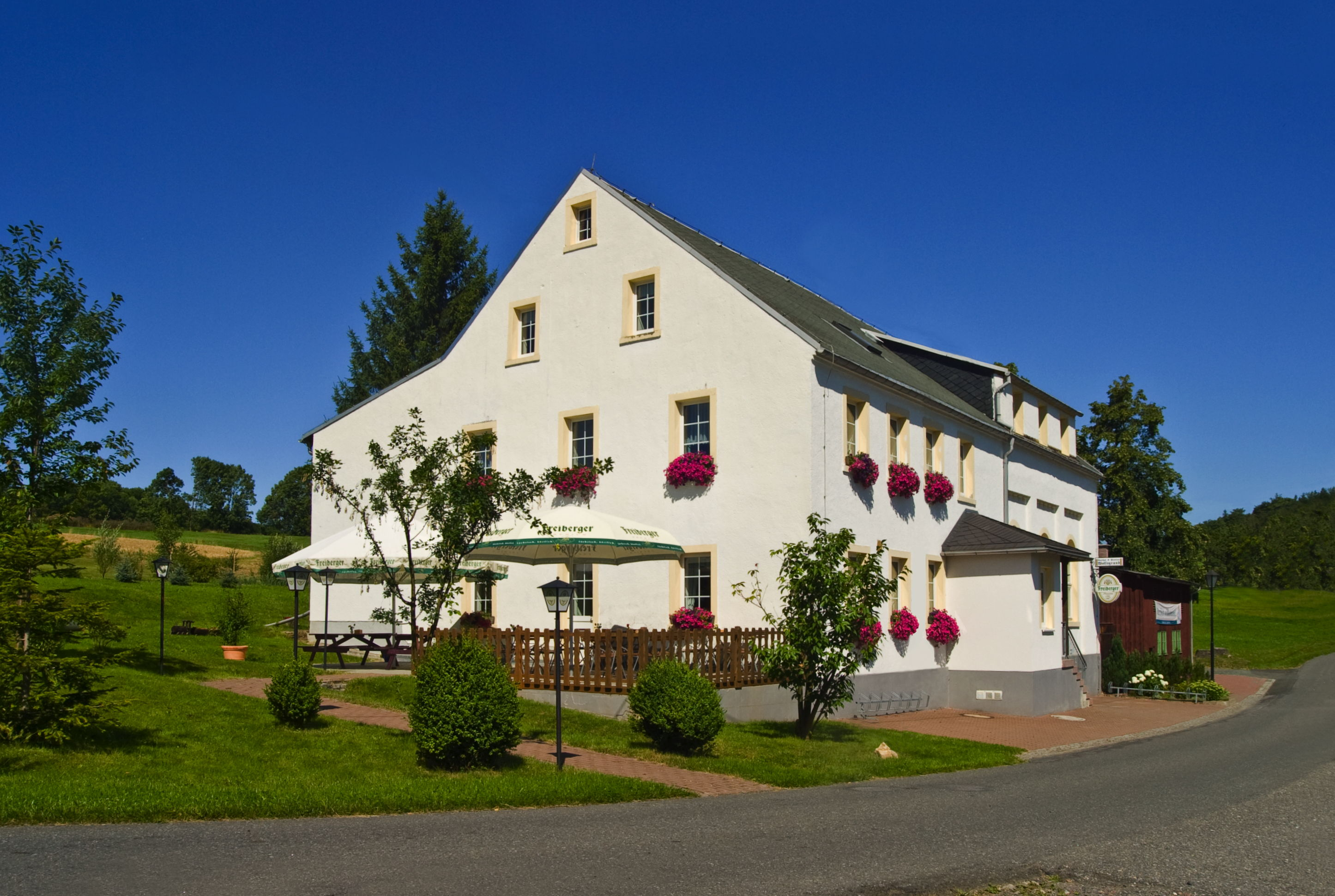
Гостевой дом в Вольфсгрунде